# Повалення пам'ятників Леніну в Україні (1941—1944)
Повалення пам'ятників Леніну в Україні (1941—1944) — хвиля демонтажів символів радянського тоталітаризму в Україні в період Другої світової війни 1939—1945 рр.

## Історичний огляд
Під час Другої світової війни в Україні було знесено чимало памʼятників Леніну та інших радянських символів.
Існувало декілька тенденцій:
- стихійне руйнування памʼятників місцевим населенням або громадськими та політичними активістами;
- знесення, санкціоноване окупаційною владою;
- руйнація або пошкодження памʼятника унаслідок бойових дій, природних явищ, а також через відсутність догляду.

7 серпня 1941 р. Житомирське обласне управління прийняло розпорядження про усунення і знищення емблем радянської доби у містах та селах, у тому числі пам'ятників. Розпорядження стосувалося й інших символів комуністичної епохи, серед них — більшовицькі портрети, радянські зірки, червоні прапори.

## Хронологія
1. 1941 — Луцьк, памʼятник Леніну та Сталіну
2. 1941 — Миколаїв, пам'ятник Леніну.
3. 1941 — Сергіївка Красноармійського району Донецької області[1], знятий самими комуністами.
4. літо 1941 — Біла Церква
5. не раніше липня 1941 — Житомир[2]
6. липень 1941 року — Потіївка Потіївського району Житомирської області[3]. Секретар райкому партії Медведєв і голова райвиконкому Ситняківський разом з місцевими комуністами демонтували пам'ятник В. І. Леніну і частинами закопали його на городах у людей. У грудні 1943 року, після звільнення села військами Червоної Армії, пам'ятник відкопали і встановили його там, де він був до війни.
7. липень 1941 року — Волочиськ Кам'янець-Подільської області. Залізничники зняли і заховали пам'ятник. А після звільнення території всього району у березні 1944 р., встановили його знову на місце.[4]
8. 19 липня 1941 — Ружин Житомирської області[2]
9. літо 1941 — Чернівці[5]
10. жовтень 1941 — Ніжин Чернігівської області[6]
11. 22 липня 1942 — Луганськ, з приміщення міськкому КП(б)У до Королівства Італія вивезено памʼятник Леніну, який до 1932 р. стояв на Успенській (Революції) площі[7] .
12. між 26 липня та 25 грудня 1942, Луганськ, Успенська (Революції) площа[7]
13. 28 жовтня 1942 — Краматорськ Донецької області

## Пам'ятники іншим комуністичним діячам та інші радянські символи
1. не раніше липня 1941 — Дзержинському, Житомир[2]
2. не раніше липня 1941 — Щорсу, Житомир[2]
3. не раніше липня 1941 — Революції, Житомир[2]